# Hibrildes
Hibrildes is een geslacht van vlinders van de familie Eupterotidae, uit de onderfamilie Hibrildinae.

## Soorten
- H. crawshayi Butler, 1896
- H. norax Druce, 1888
- H. venosa Kirby, 1896